# インド学
インド学（インドがく）とは、インド亜大陸（具体的には現在のインド、パキスタン、バングラデシュ、スリランカ、モルディブ、ネパール、およびアフガニスタン東部）の歴史、文化、言語、文学の学術的研究を言い、東洋学の一分野をなす。
インド学（ドイツ語: Indologie）という言葉はしばしばドイツの学問とみなされ、ドイツおよび大陸ヨーロッパの大学ではインド学の名のついた学部が英語圏よりも一般的に見られる。オランダではかつて Indologie という言葉がオランダ領東インドの植民地経営のためのインドネシアの歴史・文化の学問を意味していた。
インド学の分野としてはとくにサンスクリット文学、ヒンドゥー教他の宗教（ジャイナ教、仏教とパーリ語文学、シーク教など）が含まれる。ドラヴィダ学 (Dravidology) は南インドのドラヴィダ語の言語・文学・文化に関する学術的研究をいう。
インド学を古典インド学と現代インド学に分ける学者もある。前者はサンスクリット他の古代語の文献に焦点があり、後者は現代のインドの政治や社会に焦点がある。

## 主要なインド学者の一覧
- アンクティル・デュペロン (1731-1805)
- ウィリアム・ジョーンズ (1746-1794)
- チャールズ・ウィルキンズ (1749-1836)
- ヘンリー・トーマス・コールブルック (1765-1837)
- アウグスト・ヴィルヘルム・シュレーゲル (1767-1845)
- アントワーヌ＝レオナール・ド・シェジー (1773-1832)
- ホーラス・ヘイマン・ウィルソン (1786-1860)
- ジェームズ・プリンセプ (1799-1840)
- クリスチャン・ラッセン (1800-1876)
- ウジェーヌ・ビュルヌフ (1801-1852)
- アドルフ・フリードリヒ・シュテンツラー (1807-1887)
- テーオドール・ベンファイ (1809-1881)
- ロバート・コールドウェル (1814-1891)
- オットー・フォン・ベートリンク (1815-1904)
- モニエル・モニエル＝ウィリアムズ (1819-1899)
- ルドルフ・フォン・ロート (1821-1895)
- ヴィゴ・ファウスベル (1821-1908)
- フリードリヒ・マックス・ミュラー (1823-1900)
- アルブレヒト・ヴェーバー (1825-1901)
- ウィリアム・ドワイト・ホイットニー (1827-1894)
- ゲオルク・ビューラー (1837-1898)
- トーマス・ウィリアム・リス・デイヴィッズ (1843-1922)
- パウル・ドイセン (1845-1919)
- リヒャルト・ピシェル (1849-1908)
- 南条文雄 (1849-1927)
- ヘルマン・ヤコービ (1850-1937)
- ジョージ・エイブラハム・グリアソン (1851-1941)
- ヘルマン・オルデンベルク (1854-1920)
- アーサー・アンソニー・マクドネル (1854-1930)
- モーリス・ブルームフィールド (1855-1928)
- ヴィルヘルム・ガイガー (1856-1943)
- セルゲイ・オルデンブルク (1863-1934)
- シルヴァン・レヴィ (1863-1935)
- 高楠順次郎 (1866-1945)
- ステン・コノウ (1867-1948)
- ハインリヒ・リューダース (1869-1943)
- フランクリン・エジャートン (1885-1963)
- ハインリヒ・ツィンマー（英語版） (1890-1943)
- マレー・バーンソン・エメノー (1904-2005)
- ヤン・ホンダ (1905-1991)[1]
- パウル・ティーメ (1905-2001)
- トーマス・バロー (1909-1986)
- 季羨林 (1911-2009)